# La morte di Virgilio
La morte di Virgilio (in tedesco Der Tod des Vergil) è un romanzo dello scrittore austriaco Hermann Broch, pubblicato a New York nel 1945 in lingua tedesca e contemporaneamente tradotto in inglese (The Death of Virgil). In Europa è stato edito nel 1947; in Italia è stato pubblicato per la prima volta nel 1962. Il libro è stato tradotto in oltre 25 lingue.

## Trama
Il romanzo, strutturato in 4 parti, narra le ultime 18 ore di vita del poeta latino Virgilio (morto il 21 settembre 19 a.C.), che si trova a bordo della nave che lo sta riportando in Italia dopo un soggiorno ad Atene. Virgilio, molto malato, sa perfettamente che può morire da un momento all'altro, e si tormenta per non essere riuscito a completare l'opera cui tiene di più, l'Eneide. Vorrebbe pertanto bruciare il poema: a cercare di farlo recedere da tal proposito si adoperano i suoi cari amici Lucio Vario Rufo e Plozio Tucca, assieme all'imperatore Augusto in persona.

## Edizioni
- (DE) Der Tod des Vergil, New York, Pantheon Books, 1945.
- (EN) The Death of Virgil, translated by Jean Starr Untermeyer, New York, Pantheon Books, 1945.
- (DE) Der Tod des Vergil, Zürich, Rhein-Verlag, 1947. [prima edizione europea]
- La morte di Virgilio, Prefazione di Ladislao Mittner, trad. di Aurelio Ciacchi, Milano, Feltrinelli, 1962. [prima edizione italiana]

## Opere derivate
- Il romanzo ha ispirato la composizione musicale Chant après Chant del musicista Jean Barraqué. [2]